# 古莱讷城堡
古莱讷城堡（Château de Goulaine）是法国卢瓦尔河谷城堡群的一座城堡，位于卢瓦尔河地区大区大西洋卢瓦尔省中部南特区市镇上古莱讷，靠近南特。这是古莱讷侯爵家族的产业，已逾千年。 古莱讷的名称也用于该庄园生产的葡萄酒。1913年8月13日列为法国历史遗迹。

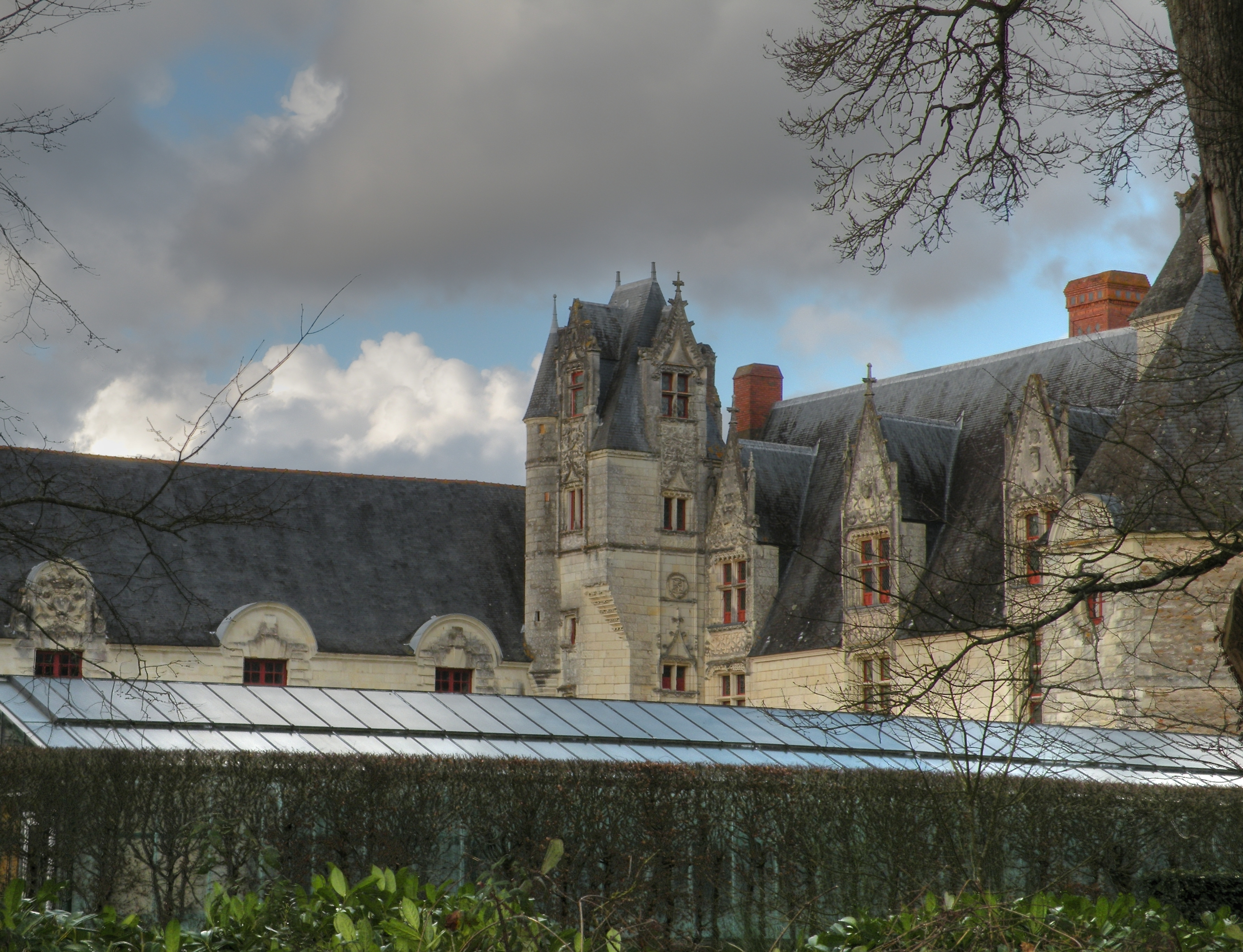

## 外部連結
- 官方网站
- Goulaine winery （页面存档备份，存于） – Cassidy Wines